# Neugeborena
Neugeborena, en ocasiones erróneamente denominado Neugeborina, es un género de foraminífero bentónico de la familia Glandulonodosariidae, de la superfamilia Nodosarioidea, del suborden Lagenina y del orden Lagenida. Su especie-tipo es Nodosaria longiscata. Su rango cronoestratigráfico abarca desde el Badeniense (Mioceno medio) hasta el Pleistoceno medio.

## Clasificación
Neugeborena incluye a la siguiente especie:
- Neugeborena bronniana †
- Neugeborena clavaeformis †
- Neugeborena exilis †
- Neugeborena gracilis †
- Neugeborena irregularis †
- Neugeborena longiscata †
- Neugeborena nodifera †
- Neugeborena ovicula †

Otra especie considerada en Neugeborena es:
- Neugeborena ovicula †, aceptado como Scallopostoma ovicula †